# Okręg Kenai Peninsula
Okręg Kenai Peninsula (ang. Kenai Peninsula Borough) – okręg w Stanach Zjednoczonych położony w stanie Alaska. Siedziba okręgu znajduje się w mieście Soldotna. Utworzony w roku 1964.
Okręg Kenai Peninsula częściowo położony jest na półwyspie Kenai oraz nad zatoką Cook Inlet. Zamieszkany przez 55 400 osób. Największy odsetek ludności stanowi ludność biała (84,6%) oraz rdzenni mieszkańcy (7,4%).

## Miasta
- Homer
- Kachemak
- Kenai
- Seldovia
- Seward
- Soldotna

## CDP
- Anchor Point
- Bear Creek
- Beluga
- Clam Gulch
- Cohoe
- Cooper Landing
- Crown Point
- Diamond Ridge
- Fox River
- Fritz Creek
- Funny River
- Halibut Cove
- Happy Valley
- Hope
- Kalifornsky
- Kasilof
- Lowell Point
- Moose Pass
- Nanwalek
- Nikiski
- Nikolaevsk
- Ninilchik
- Point Possession
- Port Graham
- Primrose
- Ridgeway
- Salamatof
- Seldovia Village
- Sterling
- Sunrise
- Tyonek